# Кузина, Анна Фёдоровна
А́нна Фёдоровна Ку́зина (1918 — 1992) — советский учёный-радиохимик, доктор химических наук, профессор, исследователь химии технеция.

## Биография
Анна Федоровна родилась 6 августа 1918 года в деревне Северская (ныне на территории Пудожского района Республики Карелия). [1, стр. 22]
Мать — Лина, отец — Фёдор.
Училась в Ленинградском химико-технологическом институте имени Ленсовета (1936—1941).
1936—1941 — Обучение в Ленинградском химико-технологическом институте Ленсовета.
1941—1942 Казань, работа в эвакуации, военпредом. Туда же эвакуирован ЛФТИ.
1943 — Свадьба с Игорем Панасюком, переезд в Москву, на ул. Песчаная, работа в ЛИПАН, начало работ по атомному проекту в СССР.
1945 — рождение сына — Михаила Игоревича Панасюка, начало строительства первого экспериментального атомного реактора Ф-1 в СССР.
1947—1952 жизнь с семьёй в городе Озерск (База-10, посёлок Госхимзавода им. Менделеева, и Челябинск-40), строительство первого промышленного атомного реактора в СССР (А-1, «Аннушка» наработка первого плутония).
1953—1991 возвращение в Москву, работа в лаборатории РХИ ИФХ АН СССР (сейчас ИФХЭ РАН).
Вследствие постоянного присутствия и общения в быту (на Соколе, ул. Песчаная и Базе 10 (коттеджи академиков)) Анна Федоровна была знакома со всеми главными участниками Атомного проекта СССР. Свидетелем на свадьбе Анны и Игоря Панасюка был И. В. Курчатов. На Соколе проживала в одном доме с Б. Л. Ванниковым, Ю.Б.Харитоном и др. Существует мнение, что народное имя первому промышленному атомному реактору дали в честь А. Ф. Кузиной.
Похоронена в колумбарии Новодевичьего кладбища .

## Вклад в науку
Основные работы Анны Фёдоровны Кузиной посвящены получению и исследованию свойств искусственного радиоактивного элемента — технеция. Является автором монографии «Технеций», выпущенной издательством «Наука» в 1980 (соавтор — В. И. Спицын) и более 100 статей, выпущенных вместе с такими учёными как В. И. Спицын, С. В. Крючков, К. Э. Герман (Synthesis and properties of new chloride technetium clusters), А. Ф. Царенко и др. Выполнила серию работ по полярографии технеция, аналитической химии технеция, химии кластеров технеция. Была организатором и основным исполнителем работ по выделению технеция из отходов отработанного ядерного топлива АЭС с использованием ионообменной технологии [4, стр. 29] и получению в СССР партии из 1 кг металлического технеция [4, стр. 30]
Лауреат Премии Совета Министров СССР, 1976, за цикл работ по исследованию и выделению технеция.

## Память
Памяти А. Ф. Кузиной посвящён 10-й Международный симпозиум по технецию и рению, проходивший в 2018 году в Москве. В рамках этого международного симпозиума (ISTR2018) отмечен 100-летний юбилей со дня рождения А. Ф. Кузиной, выпущен специальный знак.
В 2020 был снят фильм Бомба (сериал, 2020)), где роль главной героини сыграла Брик, Евгения Владимировна. Прототипом этой героини — Анны Галеевой, (хотя не единственным) преимущественно в части личной жизни — как жена главного конструктора первого атомного реактора — была Анна Кузина.

## Личная жизнь
Муж — Игорь Семёнович Панасюк — дипломник и аспирант руководителя советского атомного проекта И. В. Курчатова, участник создания и пуска Ф-1, научный руководитель создания первого промышленного атомного реактора «А» («Аннушка» А-1) в городе Озерске [1, стр.23].